# Dzjubrena
Dzjubrena (bulgariska: Джубрена) är ett vattendrag i Bulgarien.   Det ligger i regionen Kjustendil, i den västra delen av landet, 50 km söder om huvudstaden Sofia.
Omgivningarna runt Dzjubrena är en mosaik av jordbruksmark och naturlig växtlighet. Runt Dzjubrena är det glesbefolkat, med 10 invånare per kvadratkilometer.